# Slobodan Anđelković
Slobodan Anđelković (ur. 1 marca 1913 w Belgradzie, zm. 6 grudnia 1985 w Somborze) – serbski piłkarz, występujący na pozycji bocznego obrońcy.
Anđelković całą karierę spędził w zespole SK Jugoslavija (w latach 1935–1941). Wystąpił osiem razy w reprezentacji miasta Belgradu, a swój jedyny mecz w reprezentacji Jugosławii rozegrał 6 czerwca 1937 w Belgradzie, w zremisowanym 1:1 spotkaniu przeciwko Belgii.